# Missa de Beata Virgine (Josquin)

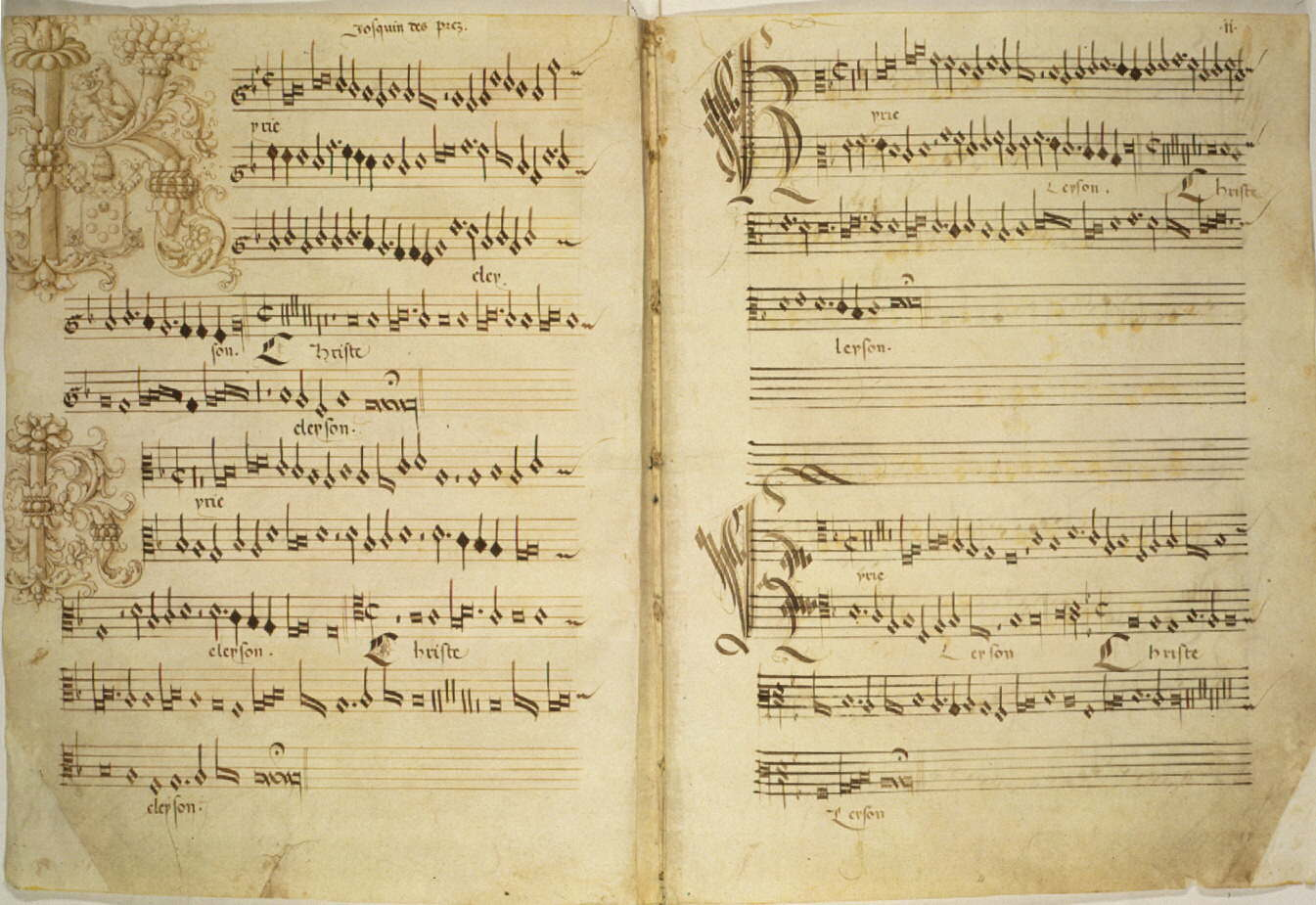
Copia manuscrita del papado de León X mostrando la entrada del Kyrie. (Biblioteca del Vaticano)

La Missa de Beata Virgine es una composición musical sacra católica del Ordinario de la Misa, del compositor renacentista Josquin des Prez. Una obra tardía, probablemente compuesta o ensamblada alrededor de 1510, fue la más popular de sus misas en el siglo XVI.
La Missa de Beata Virgine es inusual entre las misas de Josquin en que los dos primeros movimientos son para cuatro voces y los últimos tres para cinco, con la quinta voz derivada canónicamente. Como la mayoría de los escenarios musicales del Ordinario de misas, se divide en cinco secciones o movimientos:
1. Kyrie
2. Gloria
3. Credo
4. Sanctus
5. Agnus Dei